# 니시다 가즈토
니시다 가즈토(일본어: 西田 一翔, 1998년 4월 28일 ~ )는 일본의 전 축구 선수이다.

## 구단 경력
과거 감바 오사카에서 활동하였다.